# 荒木一郎 (法律学者)
荒木 一郎（あらき いちろう、1959年 - ）は、日本の法学者。横浜国立大学教授。
専門は国際法学、通商法。

## 略歴
- 1983年　東京大学法学部卒業
- 1988年　カリフォルニア大学バークレー校法科大学院修士課程修了
- 1994年　埼玉大学大学院政策科学研究科修了
- 2001年　独立行政法人経済産業研究所上席研究員
- 2003年　横浜国立大学大学院国際社会科学研究科助教授
- 2005年　横浜国立大学大学院国際社会科学研究科教授

## 著書・論文

### 著書
- 『WTO紛争解決手続における履行制度』（三省堂、2005年）
- 『東アジア経済統合への道』（勁草書房、2004年）
- 『WTO体制下のセーフガード』（東洋経済新報社、2004年）
- 『転換期のWTO』（東洋経済新報社、2003年）
- 『WTOハンドブック―新ラウンドの課題と展望』（日本貿易振興機構、2003年）

### 論文
- The Evolution of Japan's Aggressive Legalism（The World Economy、29/6、783-803、2006）
- 「東アジアの経済関係における法的制度化の現状」（『法律時報』77/6、2005年）
- 「グローバリゼーションとGATS」（『ジュリスト』1232、54-60、2002年）
- 「紛争処理手続における非貿易的関心事項の取扱」（『日本国際経済法学会年報』9、107-119、2000年）
- 「WTO紛争処理システムの限界」（『週刊東洋経済』5545、96-99、1999年）

出典：横浜国立大学研究者総覧